# Пронский, Пётр Данилович
Князь Пётр Данилович Пронский (ум. 1577) — боярин и воевода удельного князя Владимира Андреевича Старицкого и царя Ивана Васильевича Грозного, старший сын боярина князя Данилы Дмитриевича Пронского.

## Служба
В 1543 году князь Петр Данилович Пронский отразил нападение крымских татар на рязанские места.
В 1544 году был назначен воеводой в Коломне, где командовал полком левой руки.
В 1547 году Пётр Пронский привел полк под Тулу, где был оставлен годовать, затем служил в большом полку и ходил вместе с ним в Коломну и Каширу.
В 1550 году был назначен воеводой в Зарайске.
В мае 1551 года присутствовал на свадьбе удельного князя Владимира Андреевича Старицкого и Евдокии Александровны Нагой.
В 1551 году князь Петр Данилович Пронский был назначен воеводой в Васильсурске, а в 1553 году стал воеводой в Новгороде-Северском.
В 1556 году князь Пётр Данилович Пронский участвовал в походе царя Ивана Васильевича Грозного в качестве головы «в стану в сторожах».
В 1559 году по распоряжению Ивана Грозного удельный князь Владимир Старицкий отправил князя Петра Пронского в Каширу, а оттуда в Дедилов и далее, в поле, для подыскания места для царского лагеря.
В 1564-1565 годах князь Пётр Данилович Пронский был воеводой в Чебоксарах, а в 1565-1567 годах — в Юрьеве (Дерпте).
В 1567 году был пожалован в бояре.
В 1570 году Пётр Пронский был оставлен наместником в Великом Новгороде после его разгрома опричниками Ивана Грозного.
Во время пребывания царя в Новгороде у него за столом возник местнический спор между боярами — князем Петром Пронским и князем Иваном Андреевичем Шуйским.
Князь Иван Шуйский бил челом царю на князя Пронского о «бесчестье своем».
Иван Грозный велел разобрать местнический спор и решил дело в пользу Ивана Шуйского, выдав его сыну правую грамоту на князя Петра Пронского, однако «бесчестья не присудил».
В 1573 году присутствовал на свадьбе ливонского короля Магнуса и старицкой княжны Марии Владимировны. В том же году участвовал в карательном походе русских войск против восставших черемисов.
Умер в 1577 году.

## Семья
Отец:Пронский, Даниил Дмитриевич (ум. 1559) — боярин и воевода на службе у московских князей Василия III и Ивана Грозного.
Братья:
- Семён (ум. 1584) — боярин и воевода в царствование царя Ивана Васильевича Грозного.
- Василий